# Designated survivor
Designated survivor (ungefärlig betydelse "utsedd överlevare") är en medlem av USA:s kabinett som hålls på en skyddad och hemlig plats när presidenten och alla andra som ingår i successionsordningen för USA:s president är samlade på annan plats, till exempel vid Talet om tillståndet i nationen och presidentinstallationer. Om presidenten och alla andra högre upp i successionsordningen skulle dö, t.ex. av en kärnvapenattack, utses överlevaren till president i enlighet med successionsordningen.
Den utsedda överlevaren får samma livvaktsskydd som en president och en militär officer som bär  kärnvapenväskan ingår i teamet. Överlevaren får dock ingen detaljinformation om vad som ska ske ifall presidenten och alla högre upp i successionsordningen dödas.
Valet av utsedd överlevare sägs vara helt slumpmässigt.